# Marie Luv
Marie Luv (pseudonimo di Quiana Marie Bryant; Hacienda Heights, 1º novembre 1981) è un'ex attrice pornografica e regista statunitense.

## Biografia e carriera pornografica
Marie Luv iniziò a lavorare come cassiera presso il commissariato di una base dell'Aeronautica, all'età di quattordici anni. Dopo il diploma a Culver City, fece l'indossatrice. In seguito fu avvicinata da rappresentanti della rivista Hustler. Attraverso loro, fece sette film con il nome di "Destiny". Dopo che questo venne scoperto dai suoi famigliari, interruppe il lavoro nel genere adulto, fino a che ottenne l'appoggio della madre. Rientrò quindi come Marie Luv, iniziando con servizi fotografici e poi passando ai film hardcore.
Diversamente da altre pornoattrici afroamericane, non rappresenta lo stereotipo di "ragazza del ghetto", interpretando diversi film con attrici bianche o asiatiche, anche se ha recitato e continua a recitare in film di sole attrici nere. In genere, Marie Luv interpreta ruoli di sesso interrazziale, con uomini bianchi. All'inizio ha lavorato per Digital Playground, anche per film di genere gonzo. Nel 2007 ha vinto l'AVN Award for Best Group Sex Scene (video) mentre nel 2010 l'XRCO come Unsung Siren.
La Luv è sorella del pornoattore di film gay Nick Da'Kannon. Nel 2016 ha girato le sue ultime scene mentre nel 2021 è stata inserita nella Hall of Fame dagli AVN.

## Riconoscimenti
- AVN Awards
  - 2007 – Best Group Sex Scene (video) per Fashionistas Safado: The Challenge con Belladonna, Melissa Lauren, Jenna Haze, Gianna, Sandra Romain, Adrianna Nicole, Sasha Grey, Nicole Sheridan, Marie Luv, Caroline Pierce, Lea Baren, Jewell Marceau, Jean Val Jean, Christian XXX, Voodoo, Chris Charming, Erik Everhard e Mr. Pe[7]
  - 2021 – Hall of Fame - Video Branch[8]

- XRCO Award
  - 2010 – Unsung Siren[9]

## Filmografia

### Attrice
- Barely Legal 8 (2000)
- Freaks Whoes And Flows 24 (2000)
- Inner City Black Cheerleader Search 40 (2000)
- 18 and Nasty 21 (2001)
- H.T.'s Black Street Hookers 38 (2001)
- Hot Girlz 1 (2001)
- Inner City Black Cheerleader Search 42 (2001)
- Anal Cum Addicts (2004)
- Anal Expedition 5 (2004)
- Bad Ass Bitches 2 (2004)
- Barely 18 11 (2004)
- Best Butt in the West 7 (2004)
- Black and Nasty 3 (2004)
- Black Bad Girls 19 (2004)
- Black on Black 7 (2004)
- Black on Black Crime 5 (2004)
- Black Reign 4 (2004)
- Booty Central 6 (2004)
- Booty Talk 48 (2004)
- Booty Talk 52 (2004)
- Cameltoe Perversions 2 (2004)
- College Invasion 6 (2004)
- Cum Swappers 1 (2004)
- Dripping Wet Sex 9 (2004)
- Dual Invasion 1 (2004)
- Dymes 3 (2004)
- Exotics (2004)
- Fine Ass Babes 2 (2004)
- Fitness Sluts 1 (2004)
- Gangland White Boy Stomp 15 (2004)
- Ghetto Booty 13 (2004)
- Ghetto Girl POV 2 (2004)
- Gobble the Goop 1 (2004)
- H.T.'s Black Street Hookers Cream Pies 2 (2004)
- Hip Hop Debutantes 2 (2004)
- Hood Hoppin' 1 (2004)
- Inner City Black Cheerleader Search 64 (2004)
- Innocence Wild Child (2004)
- Interracial Lust 3 (2004)
- Interracial Sex Shooter 6 (2004)
- Jack's Playground 17 (2004)
- Jack's Playground 26 (2004)
- Jelly 4 (2004)
- Lil Fly Honeys 2 (2004)
- Manuel Ferrara's POV 1 (2004)
- More Dirty Debutantes 295 (2004)
- Most Blazin' And Amazin' Beautifulest Black Bitches 6 (2004)
- New Nymphos 2 (2004)
- Peter North's POV 1 (2004)
- Pros 1 (2004)
- Scandal (2004)
- Sole Sistas 4 (2004)
- Straight To The Sphincter 2 (2004)
- Street Tails 1 (2004)
- Sugarwalls 41 (2004)
- Tales From The Script 3 (2004)
- Teen Tryouts Audition 36 (2004)
- 1 Dick 2 Chicks 4 (2005)
- After Party (2005)
- Anal Addicts 18 (2005)
- Anal Cum Swappers 2 (2005)
- Anal Fiction (2005)
- Anal Incorporated (2005)
- Analicious 2 (2005)
- Ass Factor 2 (2005)
- Ass Fucked 2 (2005)
- Assault That Ass 6 (2005)
- Assfixiation 1 (2005)
- Assiliciously Delicious 9 (2005)
- Beef Eaters 2 (2005)
- Bet Your Ass 3 (2005)
- Big Black Wet Asses 2 (2005)
- Big Black Wet Asses 3 (2005)
- Black and Famous 1 (2005)
- Black and Famous 2 (2005)
- Black Ass Candy 8 (2005)
- Black Chicks White Dicks (2005)
- Black Cravings (2005)
- Black Market (2005)
- Black Out 1 (2005)
- Black Trash (2005)
- Booty Broz 2 (2005)
- Bootylicious 45: Lose A Ho', Gain A Ho' (2005)
- Bridgette Kerkove's Anal Angels 2 (2005)
- Bubblin Brown Suga (2005)
- Bump N Grind 1 (2005)
- Butt Gallery 4 (2005)
- Cheek Splitters 1 (2005)
- Chocolate Honeys 5 (2005)
- College Invasion 7 (2005)
- Cream Filled Chocolate Holes 1 (2005)
- Cum Beggars 2 (2005)
- Cum Guzzlers 3 (2005)
- Cumstains 6 (2005)
- Cunt Gushers 2 (2005)
- Devon: Decadence (2005)
- Dominators 1 (2005)
- Double Dip 'er 4 (2005)
- Down and Dirty 1 (2005)
- Dream Teens 3 (2005)
- Elastic Assholes 3 (2005)
- Ethnic City (2005)
- Euro Domination 4 (2005)
- Exotically Erotic (2005)
- Feeling Black 5 (2005)
- Fuck Me Harder White Boy 2 (2005)
- Full Anal Access 5 (2005)
- Fully Loaded 2 (2005)
- Garbage Pail Girls 1 (2005)
- Girl Play (2005)
- Grand Theft Anal 7 (2005)
- Gutter Mouths 31 (2005)
- Harder They Cum 4 (2005)
- Hit Dat Shit 3 (2005)
- Hole Collector 2 (2005)
- In Da Booty 1 (2005)
- Innocence Ass Candy (2005)
- Intimate Secrets 7 (2005)
- Jack's Teen America 7 (2005)
- Lewd Conduct 23 (2005)
- Liquid Gold 11 (2005)
- Lusty Legs 4 (2005)
- Many Shades of Mayhem 1 (2005)
- Mayhem Explosions 3 (2005)
- My Baby Got Back 37 (2005)
- Navy Girls Love Semen (2005)
- Neo Pornographia 4 (2005)
- No Cum Dodging Allowed 5 (2005)
- Only in America (2005)
- Please Drill My Ass POV Style 2 (2005)
- Rectal Rooter 10 (2005)
- Salvation (2005)
- Semen Sippers 4 (2005)
- Shameless (2005)
- She Swallows (2005)
- Size Queens 2 (2005)
- Soloerotica 8 (2005)
- Spunk'd 2 (2005)
- Stuck In The Deep End (2005)
- Sugarwalls Back At It (2005)
- Toe 2 Toe (2005)
- Top Porn Stars (2005)
- Toy Boxes 1 (2005)
- Triple Threat 2: All Revved Up (2005)
- Way of the Dragon (2005)
- White Guy Black Pie 1 (2005)
- Who's The Bitch Now 1 (2005)
- Women of Color 9 (2005)
- Women On Top Of Men 2 (2005)
- Young and Nasty 1 (2005)
- Young and the Thirsty 2 (2005)
- 13 Cum Hungry Cocksuckers 4 (2006)
- Anal Asspirations 5 (2006)
- Anal Expedition 10 (2006)
- Anal Fuck Dolls (2006)
- Anal Romance 3 (2006)
- Analicious 3 (2006)
- Anally Yours... Love, Jenna Haze (2006)
- Aperture (2006)
- Ass Pumpers 2 (2006)
- Ass Wish 1 (2006)
- Atomic Vixens (2006)
- Big Mouthfuls 10 (2006)
- Black Anal Nurses (2006)
- Black Cherry 1 (2006)
- Black Chicks White Dicks (2006)
- Black Crack Attack (2006)
- Black Da Fuck Up (2006)
- Black Magic Bitches (2006)
- Blackout 1 (2006)
- Blow Me Sandwich 9 (2006)
- Blow Pop 3 (2006)
- Bounce 1 (2006)
- Burning Lust (2006)
- Butt Blast (2006)
- Catalyst (2006)
- Chemistry 1 (2006)
- Darker Side of Sin 3 (2006)
- Deep Black Ass 1 (2006)
- Deeper 4 (2006)
- Dippin' Chocolate 4 (2006)
- DP Me Baby 2 (2006)
- Evilution 1 (2006)
- Facial Frenzy 2 (2006)
- Fashionistas Safado: The Challenge (2006)
- Filth And Fury 2 (2006)
- Flavor of the Month (2006)
- Freak Nasty 3 (2006)
- Fuck It Like It's Hot 1 (2006)
- Ghetto Bootylicious (2006)
- Girl Pirates 1 (2006)
- Hand to Mouth 3 (2006)
- Hellfire Sex 6 (2006)
- Her First DP 3 (2006)
- Her First White Dick (2006)
- Hook-ups 11 (2006)
- I Wanna Get Face Fucked 3 (2006)
- I'm a Tease 1 (2006)
- In the End Zone (2006)
- Interracial Nut Bustin Orgies (2006)
- Island Fever 4 (2006)
- Jungle Fever (2006)
- L.A. Vice (2006)
- Le Kink (2006)
- Lip Lock My Cock 1 (2006)
- Liquid Diet 1 (2006)
- Love Between The Cheeks (2006)
- Meat Puppets (2006)
- Medical Malpractice (2006)
- Mind Blowers 1 (2006)
- Mixed Company 1 (2006)
- Mr. Pete Is Unleashed 8 (2006)
- Multi-Racial Mayhem (2006)
- My Baby Got Back 39 (2006)
- Naomi: There's Only One (2006)
- Nina Hartley's Guide to Erotic Massage (2006)
- North Pole 60 (2006)
- Office Freaks 1 (2006)
- Overflowing Assholes 2 (2006)
- Pimp Element 1 (2006)
- Pimp Juice 1 (2006)
- Private XXX 30: All You Need is Sex (2006)
- Prying Open My Third Eye 1 (2006)
- Pulp Friction (2006)
- Racial Tension 1 (2006)
- Rectal Intrusion (2006)
- Rough and Ready 4 (2006)
- Sex And Submission 1 (2006)
- Sex Cravings (2006)
- Sexual Freak 1: Jesse Jane (2006)
- Slam It Double Penetration (2006)
- Slam It in a Stranger (2006)
- Sperm Receptacles 2 (2006)
- Spinal Tap 3 (2006)
- Stripped (2006)
- Swallow The Leader 3 (2006)
- Tease Me Then Please Me 3 (2006)
- Toys Twats Tits (2006)
- United Colors Of Ass 11 (2006)
- Up That Black Ass 1 (2006)
- White Dicks Black Chicks (2006)
- White Man's Revenge 1 (2006)
- White Up that Black Ass (2006)
- 2 Hot 2 Handle (2007)
- A Capella (2007)
- A2M 11 (2007)
- All Alone 2 (2007)
- Beautiful Anal Divas 1 (2007)
- Belladonna's Odd Jobs 2 (2007)
- Black Booty 1 (2007)
- Black Bros and Booty Ho's 3 (2007)
- Black Girls Get Nasty Too 2 (2007)
- Black Pussy Cats 1 (2007)
- Bobby V's POV Up Close (2007)
- Butthole Whores 1 (2007)
- By Appointment Only 6 (2007)
- Chocolate Ass Candy 4 (2007)
- Cookies and Cream (2007)
- Crazy Big Asses 1 (2007)
- Dark Confessions (2007)
- Desperate Blackwives 3 (2007)
- Dirty Habits (2007)
- Doggin' Dat Ass 3 (2007)
- Ebony Addiction 1 (2007)
- Extreme Asshole Makeover (2007)
- Fetish Fever 1 (2007)
- Flavors of the World (2007)
- Fuck Me in the Bathroom 1 (2007)
- Fucked on Sight 2 (2007)
- Get That Black Pussy 1 (2007)
- Head Case 2 (2007)
- Hotter Than Hell 2 (2007)
- Iodine Girl (2007)
- Just My Ass Please 5 (2007)
- Kribs (2007)
- Love African American Style 1 (2007)
- Love To Fuck 3 (2007)
- Manhammer 7 (2007)
- Marco's Crazy Dreams (2007)
- Minority Rules 1 (2007)
- Minority Rules 2 (2007)
- Momma Wants Sum Whitey (2007)
- My Freshman Year (2007)
- Nightstick Black POV 3 (2007)
- Nina Hartley's Guide to Stripping for Your Partner (2007)
- Obsession (2007)
- Out of Control (2007)
- Pain for Fame (2007)
- Pounding Black Booties 2 (2007)
- POV Cocksuckers 5 (2007)
- Prying Open My Third Eye 2 (2007)
- Pussy Cats 2 (2007)
- Racial Tension 2 (2007)
- Ransom (2007)
- Real Boogie Nights (2007)
- Registered Nurse 1 (2007)
- Romantic Desires (2007)
- Rub My Muff 12 (2007)
- Shameless (2007)
- Slutty and Sluttier 3 (2007)
- Soaking Wet Perversions (2007)
- Sperm Drains (2007)
- Sprung a Leak 3 (2007)
- Sugarwalls Black Tales 3 (2007)
- Tom Byron's POV Fuck Movie 3 (2007)
- Top Shelf 1 (2007)
- Whack Jobs 1 (2007)
- X Rated Cribs (2007)
- Afro Diziac (2008)
- All About Anal 5 (2008)
- Ass Everywhere 4 (2008)
- Bad Luck Betties (2008)
- Belladonna's Odd Jobs 4 (2008)
- Big Black Bubble Butts 1 (2008)
- Black Ass Addiction 3 (2008)
- Black Booty 2 (2008)
- Black First Timers (2008)
- Black Teen Pussy Party 3 (2008)
- Bullets and Burlesque (2008)
- Cock Smoking Blow Jobs 9 (2008)
- Dark Angels (2008)
- Dark City (2008)
- Delectable Desires (2008)
- Dream Team (2008)
- Dreams and Desires (2008)
- Elastic Assholes 7 (2008)
- Erotic Blends (2008)
- Freak Nasty 8 (2008)
- Gag on This 25 (2008)
- Girls Love Girls 3 (2008)
- Hand to Mouth 7 (2008)
- Honey Bunny (2008)
- Intimate Invitation 10 (2008)
- Kick Ass Chicks 51: Big Black Butts (2008)
- Kung Fu Nurses A Go-Go 2 (2008)
- Like Lovers Do (2008)
- Load Warriors 1 (2008)
- Love Nest (2008)
- Marco's Dirty Dreams 3 (2008)
- Mike John's Sperm Overload 2 (2008)
- My Daughter's Fucking Blackzilla 16 (2008)
- My Secret Girlfriend (2008)
- No Man's Land Interracial Edition 11 (2008)
- Piece of Ass (2008)
- Pirate Fetish Machine 31: L.A. Lust (2008)
- Pirates of the Sex Sea (2008)
- Pounding Black Booties 4 (2008)
- Pretty Ass Sistas 8 (2008)
- Sex Inferno (2008)
- Sex Spells (2008)
- Shay Jordan: Lust (2008)
- She's Cumming 1 (2008)
- Steve Austin's There Will Be Cum 2 (2008)
- Stoya Atomic Tease (2008)
- Suga Sessions 1 (2008)
- Sweet as Brown Sugar 2 (2008)
- Totally Mary (2008)
- Twisted Tails (2008)
- Valley's Most Wanted (2008)
- Video Nasty 3: Stoya (2008)
- Watch Your Back 1 (2008)
- Watch Your Back 2 (2008)
- White Chocolate 5 (2008)
- Work It Work It Get It Get It 2 (2008)
- All About Eva Angelina 2 (2009)
- Anally Yours... Love, Marie Luv (2009)
- Ass The New Pussy (2009)
- Barefoot Confidential 60 (2009)
- Big Booty Black Girls 1 (2009)
- Black Ass Master 2 (2009)
- Black Rayne (2009)
- Blackalicious Booty 2 (2009)
- Blown Away 1 (2009)
- By Appointment Only 8 (2009)
- Chocolate Sorority Sistas 3 (2009)
- Cocked and Loaded (2009)
- Cumstains 10 (2009)
- Fuck Me White Boy 1 (2009)
- Fuck The World (2009)
- Graphic DP 1 (2009)
- Interracial Madness (2009)
- Jeffersons: A XXX Parody (2009)
- Juicy Black Asses 2 (2009)
- Ladies Room 1 (2009)
- Legends of the Game (2009)
- Marie Luv's Go Hard or Go Home (2009)
- Pure Sextacy 4 (2009)
- Rough Sex 1 (2009)
- Sex Party (2009)
- Sloppy Head 2 (2009)
- Throated 22 (2009)
- Tori Black Is Pretty Filthy 1 (2009)
- All That Jass (2010)
- All-Star Overdose (2010)
- Banging Black Bitches (2010)
- Barefoot Confidential 67 (2010)
- Black Submission (2010)
- Boner Jams 4 (2010)
- Brown Bunnies 1 (2010)
- Cum Bang 3 (2010)
- Full Anal Access (2010)
- Her Little Secret (2010)
- I Love White Boys 4 (2010)
- Krossing the Bar (2010)
- Legs Up Hose Down (2010)
- Lord of Asses 15 (2010)
- Masturbation Nation 10 (2010)
- Naporneon Dynamite (2010)
- Official Bounty Hunter Parody 1 (2010)
- Oral Cream Pie 1 (2010)
- Phuck Girl 5 (2010)
- POV Junkie 3 (2010)
- Riot Grrrls 2 (2010)
- River Rock Women's Prison (2010)
- Rush (2010)
- Sex Girlz (2010)
- Simply Roberta (2010)
- Speed (2010)
- This Ain't Charmed XXX (2010)
- Woodburn's OG Kush 2: Swap Meat Cuties (2010)
- All About Kagney Linn Karter (2011)
- Bang My Black Ass (2011)
- Black Girl Gloryholes 7 (2011)
- Bobbi's World (2011)
- Dick Pleasin' Scallywaggz 2 (2011)
- Everything Butt 12801 (2011)
- Graphic DP 3 (2011)
- I Am Asa Akira (2011)
- Incredible Hulk: A XXX Porn Parody (2011)
- Our Little Secret (2011)
- Phat Ass Melting Pot (2011)
- Playgirl's Hottest Interracial 2 (2011)
- Private Lessons (2011)
- Superstar Brown Skin Beauties (2011)
- Zebra Girls 2 (2011)
- 25 Sexiest Black Porn Stars Ever (2012)
- Amazing Gape 2 (2012)
- Best of Lord of Asses 2 (2012)
- Big White Dicks Fucking Big Chocolate Tits 2 (2012)
- Black Girl White Guy (2012)
- Black HoneyCums 2 (2012)
- Chocolate Yam Yams (2012)
- Hip Hop Booty Call 1 (2012)
- Homegirlz 2 (2012)
- I Am Brooke Banner (2012)
- Pornstar Power 1 (2012)
- Rap Video Auditions 10 (2012)
- School Girls Who Swallow (2012)
- Backyard Fuck 1 (2013)
- Black and Tan (2013)
- Boom 2 (2013)
- Chocolate Samplers (2013)
- Girl Time (2013)
- Give Me Pink 12 (2013)
- I Spy 5 (2013)
- James Deen's Sex Tapes: Off Set Sex (2013)
- Just Us Girls (2013)
- Lick Me Please (2013)
- Pornstar Double Team Supreme (2013)
- Sistas Chasing White Meat 1 (2013)
- Anal Supersluts 2 (2014)
- Back in Black (2014)
- Black Chicks on White Dicks (2014)
- Black Dolls (2014)
- Enormous Cocks (2014)
- Everybody Loves Jenna Haze (2014)
- Fishnets 13 (2014)
- Friends That Share 3 (2014)
- Ladies Night 2 (2014)
- Load Rangers (2014)
- Loved By a Lesbian (2014)
- There's Something About Tori Black (2014)
- Throat Training (2014)
- Tongue Me Down (2014)
- Whipped Ass 8 (2014)

### Regista
- Marie Luv's Go Hard or Go Home (2009)